# Bottighofen
Bottighofen es una comuna suiza del cantón de Turgovia, situada en el distrito de Kreuzlingen a orillas del lago de Constanza. Limita al norte con las comunas de Constanza (DE-BW) y Meersburg (DE-BW), al este con Münsterlingen, al sur con Lengwil, y al oeste con Kreuzlingen.

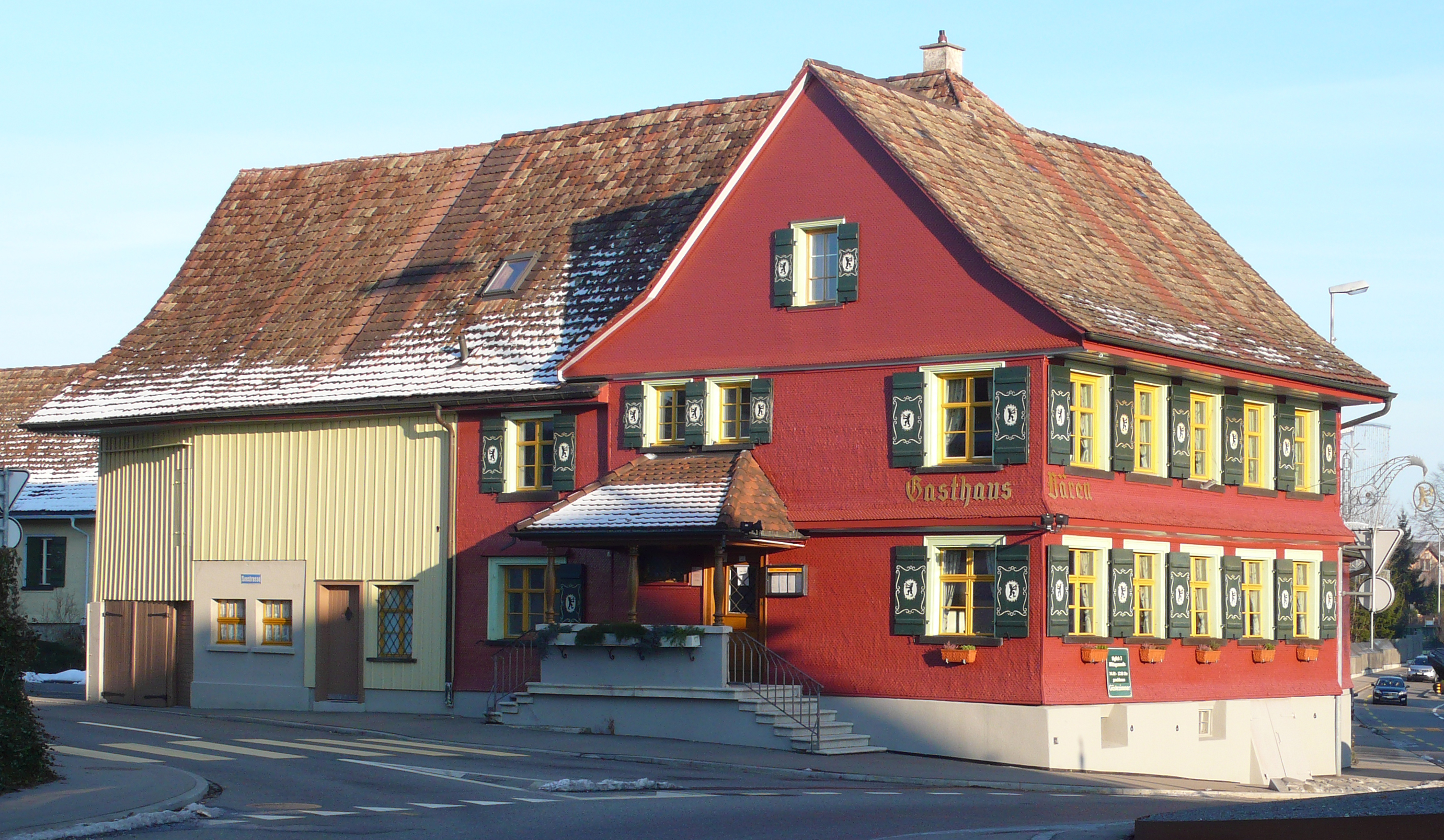
Hotel de Bottighofen.